# نسبت بدهی
نسبت بدهی، (به انگلیسی: Debt Ratio) از نسبت‌های مالی است، که نشان‌دهنده این می‌باشد، که چه نسبتی از کل بدهی‌های شرکت (مجموع بدهی‌های جاری، بدهی‌های بلندمدت) مربوط به دارایی‌هایش (مجموع دارایی جاری، دارایی ثابت و سایر دارایی‌ها مانند سرقفلی) می‌باشد را، نسبت بدهی گویند. به زبان ساده‌تر؛ نسبت بدهی از طریق تقسیم مجموع بدهی‌ها، به مجموع دارایی‌ها، محاسبه می‌شود.
{\displaystyle {\mbox{Debt ratio}}={\frac {\mbox{Total Debt}}{\mbox{Total Assets}}}}
یا
{\displaystyle {\mbox{Debt ratio}}={\frac {\mbox{Total Liability}}{\mbox{Total Assets}}}}
نسبت بدهی بالاتر از یک نشان می‌دهد، که شرکت بدهی‌هایش بیشتر از دارایی‌هایش است و نسبت بدهی کمتر از یک نشان‌دهنده این است، که دارایی‌های شرکت بیشتر از بدهی‌هایش می‌باشد. نسبت بدهی در ترکیب با سایر روش‌ها، سلامت مالی شرکت را محاسبه می‌کند. نسبت بدهی می‌تواند به سرمایه‌گذار کمک کند تا درجه ریسک شرکت‌های مختلف را تعیین کند.